# كريماوا آيختشي (سقز)
قرية كريماوا آيختشي (بالكردية: کەریماوای ئایخچی) هي إحدى القرى التابعة لـكولتبه في ريف قسم زيويه من مقاطعة سقز، في محافظة كردستان الإيرانية.

## السكان
حسب إحصاءات سنة 2006، بلغ إجمالي السكان في كريماوا آيختشي 118 نسمة وعدد المساكن 30 مسكن. لغة سكان كريماوا آيختشي هي اللغة الكردية و هم من أهل السنة والجماعة والمذهب الشافعي.